# 181
El año 181 (CLXXXI) fue un año común comenzado en domingo del calendario juliano, en vigor en aquella fecha.
En el Imperio romano el año fue nombrado el del consulado de  Aurelio y Burro, o menos frecuentemente, como el 934 ab urbe condita, siendo su denominación como 181 a principios de la Edad Media, al establecerse el anno Domini.

## Acontecimientos
- Erupción del supervolcán del lago Taupo en la Isla Norte de Nueva Zelanda, una de las mayores erupciones en la Tierra en los últimos 5000 años.

## Nacimientos
- China - Nace el que se convertiría en el mejor estratega de la época de los Tres Reinos, Zhuge Liang.